# Maurice Godefroy
Maurice Godefroy, född den 29 juli 1872 i Besançon, död den 21 juli 1971, var en fransk matematiker och biblioteksman; bibliotekarie vid naturvetenskapliga fakulteten vid universitetet i Marseille. Godefroy disputerade i Paris 1901 på avhandlingen La fonction gamma, théorie, histoire, bibliographie.